# Herbolzheim

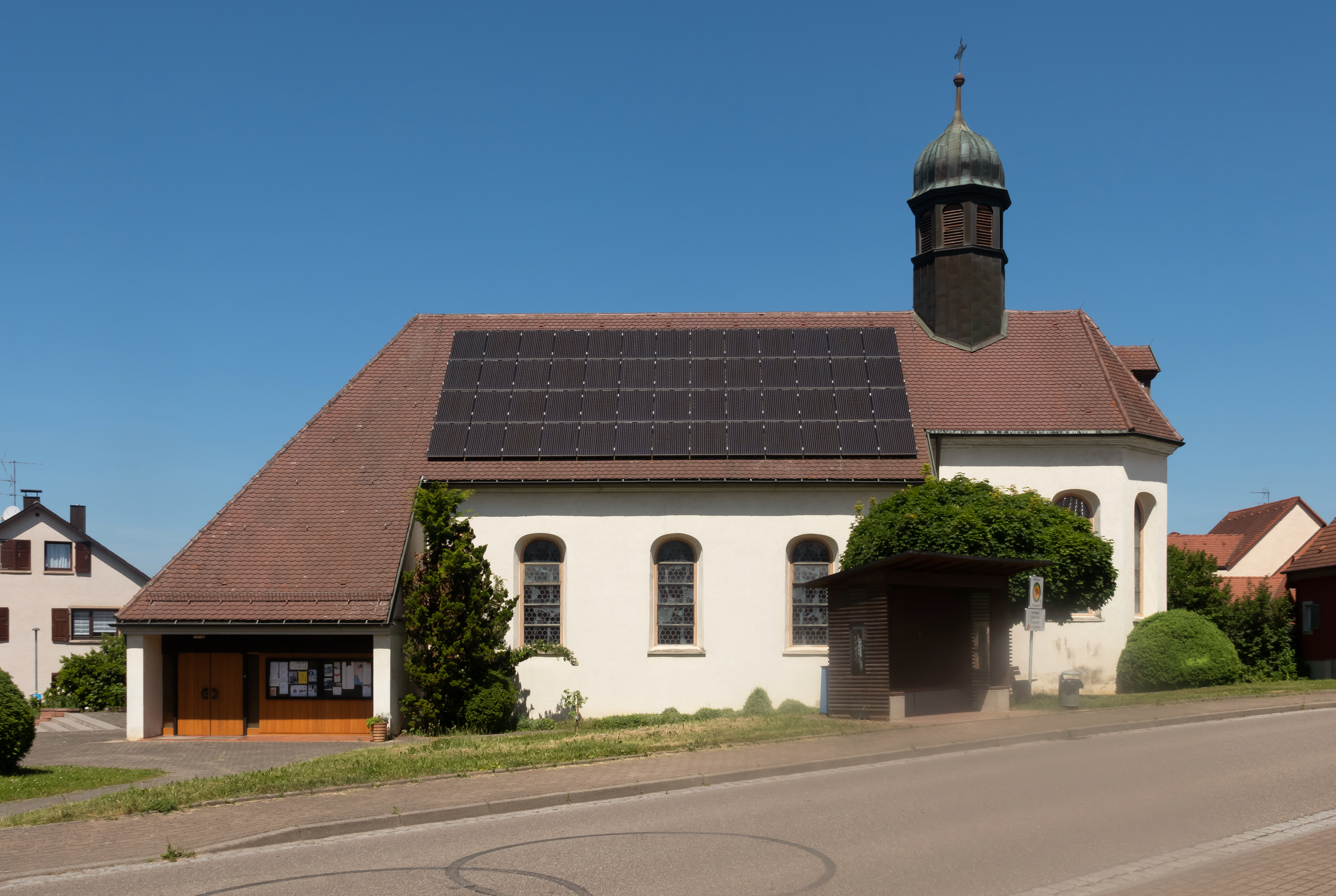
Herbolzheim-Wagenstadt, kerk: de Sankt Mauritiuskirche

Herbolzheim is een stad in de Duitse deelstaat Baden-Württemberg en maakt deel uit van het Landkreis Emmendingen.
Herbolzheim telt 11.146 inwoners.
Bahlingen am Kaiserstuhl ·
Biederbach ·
Denzlingen ·
Elzach ·
Emmendingen ·
Endingen am Kaiserstuhl ·
Forchheim ·
Freiamt ·
Gutach im Breisgau ·
Herbolzheim ·
Kenzingen ·
Malterdingen ·
Reute ·
Rheinhausen ·
Riegel am Kaiserstuhl ·
Sasbach am Kaiserstuhl ·
Sexau ·
Simonswald ·
Teningen ·
Vörstetten ·
Waldkirch ·
Weisweil ·
Winden im Elztal ·
Wyhl am Kaiserstuhl